# 동독 국경부대

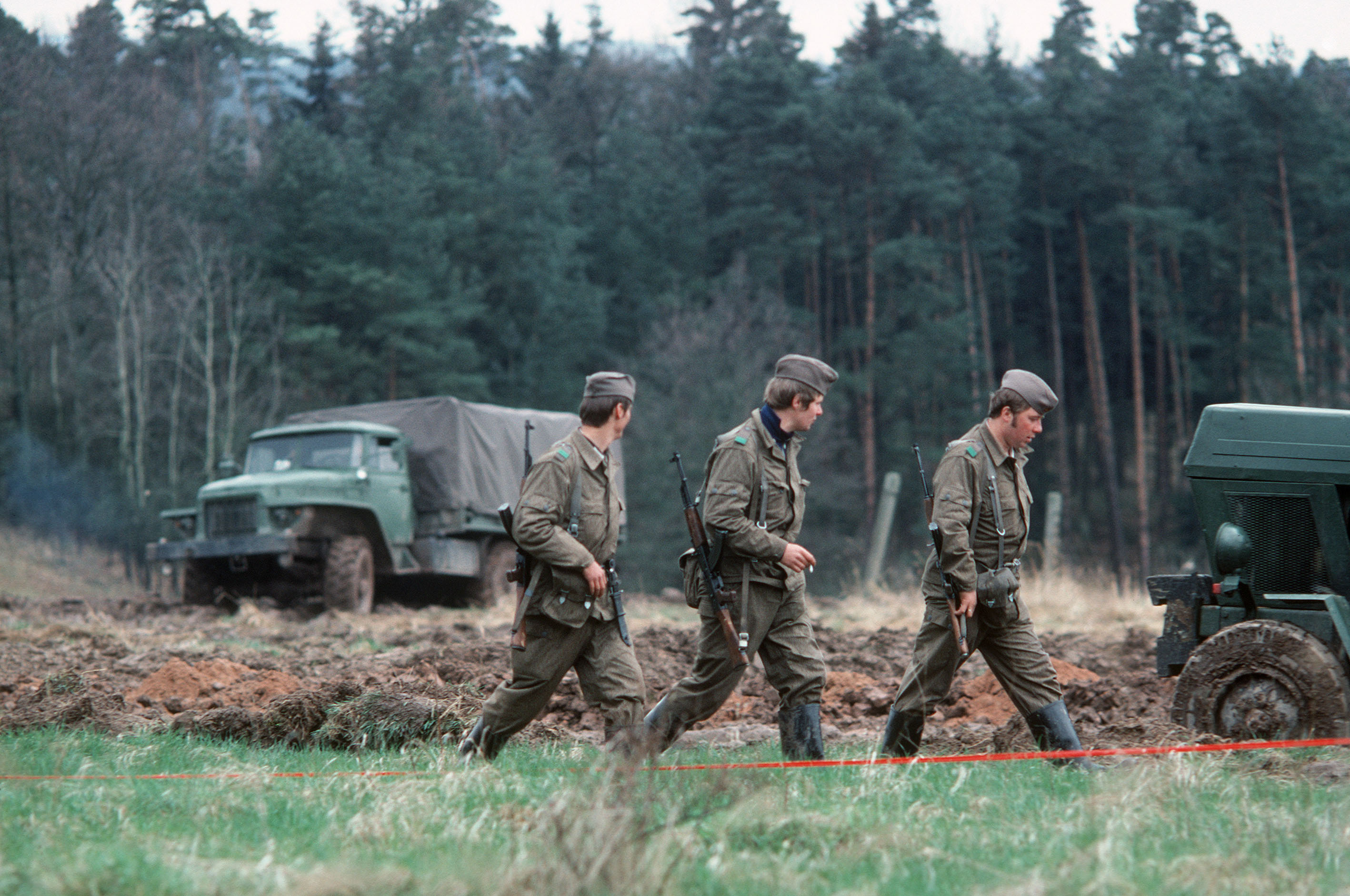
1979년의 독일민주공화국 국경부대원

독일 민주공화국 국경부대(독일어: Grenztruppen der DDR)는 독일 민주공화국의 국경 수비대였다. 베를린 장벽과 서독, 그리고 폴란드와 체코슬로바키아와의 국경지대를 경비하는 임무를 맡았다. 소련을 제외하고는 그 어떤 바르샤바 조약 기구 가맹국도 이와 같은 거대한 규모의 국경 수비대를 보유하지 않았다. 1961년에 창립되어, 1990년 9월에 해체되었다.

## 역사

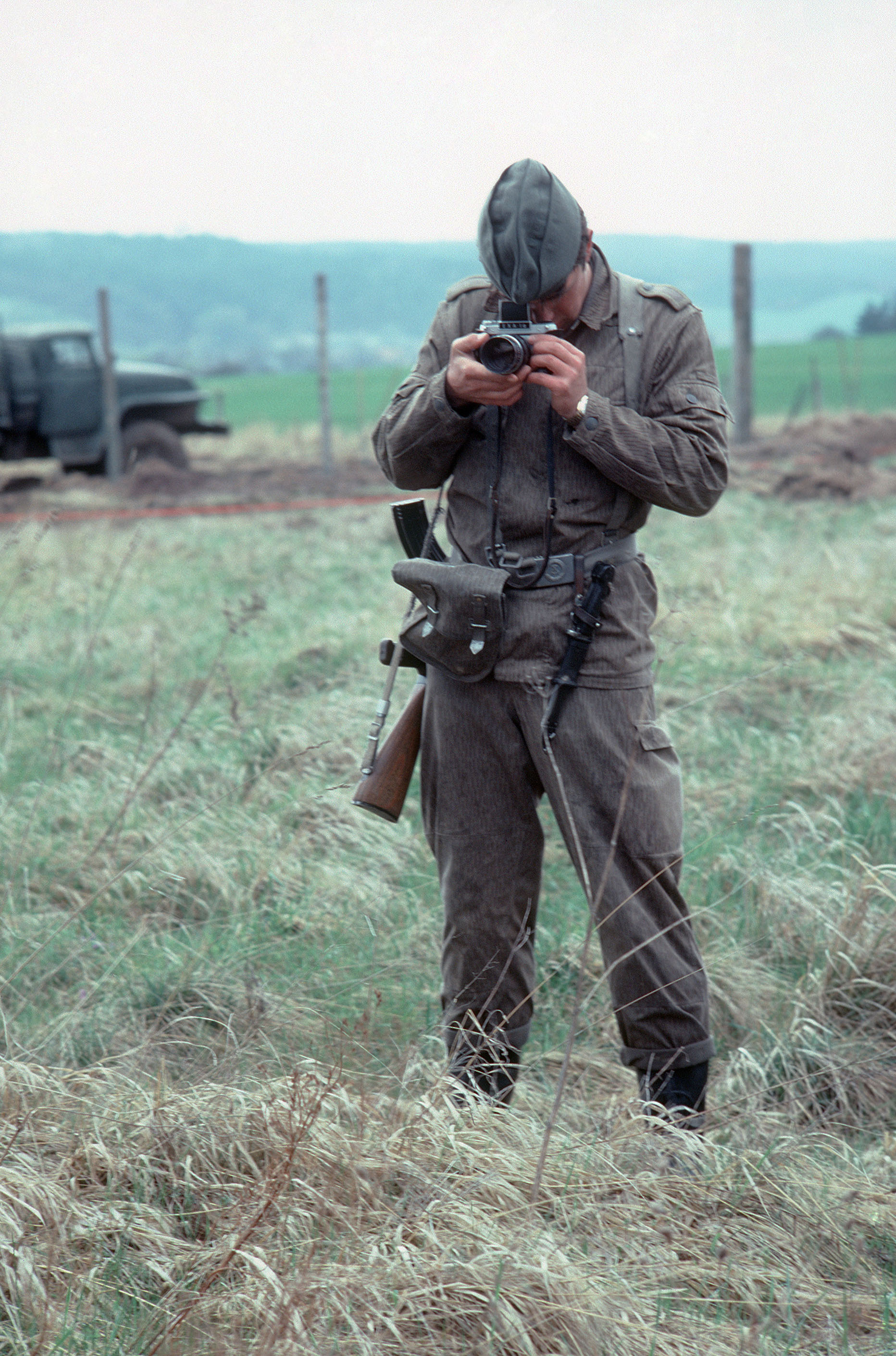
미 육군에 의해 촬영된 동독 국경부대대원

1945년 12월에 소련이 장악한 독일의 5개 주에 중앙 경찰 부대를 배치하는 것이 포츠담과 얄타회담에 의해 승인되어서 위반되지 않았다. 1946년 1월 초에 동독에서 인민경찰(Volkspolizei)이 창설되었고 같은 해 8월에 행정부의 중앙 통솔에 놓이게 되었다.1946년 11월에 SMAD에 의해 독일 국경경찰(Deutsche Grenzpolizei)이 조직되었고 같은 해 12월 1일에 형성되었다. 초기에 3,000여명이 모집되어 인민경찰에 의해 훈련 받았다.1948년 4월에 만 명을 돌파했고 1950년에 1만 8,000여명의 병력을 보유하게 되었다. 이들은 무장을 하고 있었고 인민경찰과 유사한 조직 구성을 갖추었다. 내무부 산하의 국경 및 경계 인원 관리부에 소속되었고 후에 소련 국경수비대를 모방해 군(軍)의 조직 구성을 따랐다. 1961년 국경경찰은 독일 민주공화국 국경부대로 재조직되게 되었고, 동독 국방부 소속이 되었다. 처음에는 국가인민군의 일부분이었지만 1973년에 분리되어 동독 국방부 직할대가 되었다.
동독 국경부대원들은 국가인민군의 제복과는 다른 복식을 갖췄다. 그들은 진한 녹색의 병과색을 지녔고 왼팔의 녹색 소매에 하얀색으로 -Grenztruppen der DDR-으로 쓰여져 있었다. 녹색 병과색은 인민경찰과 같았다. 서방과 접경한 국경에는 대규모 국경부대원을 배치했지만 동독의 우방국 폴란드와 체코슬로바키아와의 국경지대에는 불과 600여명의 국경부대원이 배치되었다.
1990년 동독이 서독에 흡수되면서 자연스럽게 동독 국경부대도 독일연방공화국의 연방국경경비대로 흡수되었다.

## 편제
- 동독 국경부대 사령부-위치: 페츠
- 북부국경사령부(GKN)-위치: .슈텐달
  - 6국경연대
  - 8국경연대
  - 20국경연대
  - 23국경연대
  - 24국경연대
  - 25국경연대
  - 5교육연대
  - 7교육연대
  - 25헬리콥터편대
  - 기타 직할대
- 남부국경사령부(GKS)-위치: 에르푸르트
  - 1국경연대
  - 3국경연대
  - 4국경연대
  - 9국경연대
  - 10국경연대
  - 15국경연대
  - 11교육연대
  - 12교육연대
  - 27헬리콥터편대
  - 기타 직할대
- 중부국경사령부(GKM)-위치: 베를린, 칼쇼스트
  - 33국경연대
  - 34국경연대
  - 35국경연대
  - 36국경연대
  - 38국경연대
  - 42국경연대
  - 44국경연대
  - 39교육연대
  - 40교육연대
  - 26포병연대
  - 기타 직할대

## 같이 보기
- 연방국경경비대